# Матч! Боец
«Матч! Боец» — первый российский телеканал, посвящённый боевым искусствам, созданный «Ред Медиа». Начал вещание 16 августа 2006 года. 25 декабря 2015 года заменил телеканал «Бойцовский клуб» и перешёл на вещание в формате 16:9. По данным исследований компании Mediascope в сезоне 2016/2017 года канал вошёл в Топ-30 платных тематических телеканалов России.

## Главные редакторы
- Игорь Петрухин (2006—2007)
- Константин Белый (2007—2009)
- Игорь Рязанцев (2009—2013, 2014—2016)
- Сергей Завилейский (2013—2014)
- Алексей Володин (с 2016)

В 2008—2010 годах на телеканале также существовала должность президента, которую занимал Игорь Петрухин. В настоящее время управление канала продюсерское, главным продюсером телеканала является Андрей Боловинцев. В 2019 году Андрей вошел в независимый экспертный совет первой национальной премии в области кикбоксинга Orion Awards

## Вещание
Среда распространения: спутниковое и кабельное телевизионное вещание. Телеканал транслируется со спутника Eutelsat W4, 36º в. д., «Бонум-1» и доступен к просмотру в пакетах «НТВ-Плюс» (с 2009), «Триколор ТВ» и «Триколор ТВ Сибирь» (с 2007 по 2021), а также в кабельных сетях России, стран СНГ и Балтии (около 170 операторов).

## Программы
- Непобедимый воин — первый сезон выходил в 2009 году.
- Ударные новости
- Ближний бой
- Бойцовский клуб. Моменты недели — еженедельная обзорная программа.
- ММА России в лицах — первый в истории российского телевидения масштабный проект об истории ММА в России
- Взгляд изнутри — первый комплексный проект, посвященный индустрии кикбоксинга в России и жизни молодых спортсменов
- Открытое сердце
- Непробитые. Проспекты в боксе — первый проект, посвященный начинающим неизвестным боксерам, который помогает им найти свой путь в профессиональный спорт
- Новости бокса
- The Ultimate Fighter — первый показ этого реалити-шоу о бойцах MMA состоялся в 2015 году.
- Будь профессионалом — авторский проект Андрея Боловинцева, вышел в эфир в ноябре 2018 года. Автор помогает мастеру спорта России международного класса по муай-тай Марии Климовой подготовиться к профессиональному дебюту.
- Дан-тест
- Дополнительный раунд
- Профессиональный кикбоксинг 2020 — вышел 4 марта 2019 года. Основные игроки рынка профессионального кикбоксинга по инициативе телеканала собираются за одним столом, чтобы определить будущее профессионального кикбоксинга в России[7].
- Рэй-клуб
- Телешанс
- Чёрно-белый квадрат